# Лия Лис
Лия Лис (англ. Lya Lys; 18 мая 1908, Берлин — 2 июня 1986, Ньюпорт-Бич, Калифорния) — французская, немецкая, затем — американская киноактриса немецкого происхождения.

## Биография
Наталья Маргулис (настоящее имя актрисы) родилась 18 мая 1908 года в Берлине. Отец — русский банкир, мать — француженка, педиатр. Когда девочке было около семи лет, семья переехала в Париж. Наталья окончила Парижский университет. С 1929 года начала сниматься во французском кино, и сразу же после своего кинодебюта была отобрана киностудией Metro-Goldwyn-Mayer для поездки в Голливуд. Студия пригласила её, Шарля Буайе, Андре Берли и Мону Гойя сняться в нескольких своих картинах, ориентированных на французский рынок. В конце 1930 года Лия Лис (такой актёрский псевдоним она себе взяла) вернулась в Париж, где продолжила сниматься. Год спустя девушка снова приплыла в США и осталась там навсегда, получив гражданство в 1933 году.
Незадолго до начала Второй мировой войны Лис была во Франции, так как её пригласили сыграть в постановке «Королевское тесто». Из-за обилия беженцев от явно начинающейся в скором времени войны, она не смогла достать билет на пароход до США, и с трудом покинула Европу, сделав крюк через Скандинавию. Два или три дня она провела в неволе, задержанная немецкими пограничниками: возможно, это было связано с тем, что буквально несколько недель назад она резко отклонила предложение нацистского чиновника сняться в ряде немецких пропагандистских фильмов. После тщательного обыска и изъятия её дорожных денег, девушку отпустили, и она смогла продолжить свой путь на север. Вернувшись в США на норвежском грузовом судне, Лис с воодушевлением согласилась на съёмки в антифашистской ленте «Признания нацистского шпиона».
Кинокарьера Лис была не особо богатой: за одиннадцать лет (1929—1940) она снялась в девятнадцати фильмах. В связи с заметным акцентом, она обычно играла второстепенные роли иностранок: француженок, русских, немок и др. После 1940 года Лис некоторое время печаталась в газетах в колонках «Модные советы», пела в клубах. Она начала испытывать серьёзные финансовые проблемы, пережила нервный срыв. О дальнейшей жизни бывшей актрисы известно мало. В 1954 году она удачно вышла замуж (это был её четвёртый брак), прожила с мужем тридцать два года до самой своей смерти.
Лия Лис скончалась 2 июня 1986 года в городе Ньюпорт-Бич (штат Калифорния) от сердечной недостаточности, ей было 78 лет.

### Личная жизнь
Лия Лис была замужем четыре раза:
- Чарльз Мортон[англ.] (1908—1966), киноактёр. Брак заключён в 1931 году, до апреля 1932 года последовал развод, от брака осталась дочь Джойс Мортон.
- Перси Монтагю, бизнес-менеджер. Брак заключён в апреле 1932 года, до 1940 года последовал развод. Детей нет.
- Джон Ганнерсон, бизнесмен из Чикаго, бывший муж кинозвезды Анны Нильссон. Брак заключён в 1940 году, в 1943 году последовал развод. Детей нет.
- Джордж Фейт. Брак заключён в 1954 году и продолжался тридцать два года до самой смерти актрисы. Детей нет.

## Наследие
Пьеса Жаклин Сюзанн «Временная миссис Смит» повествует о симпатичной, но не слишком талантливой певице, чьи поиски богатого мужа осложняются её бывшими мужьями — история частично основана на жизни Лии Лис.
Кинокритик Адо Киру сказал о роли Авы Гарднер в фильме «Пандора и Летучий голландец» (1951): «Ава теперь принадлежит к эксклюзивному пантеону вместе с Лией Лис из «Золотого века» Дали и Бунюэля как величайшая сюрреалистическая женщина в истории кино».

## Избранная фильмография
В титрах указана
- 1929 — Мама Колибри / Maman Colibri — девушка
- 1930 — Мораль в полночь / Moral um Mitternacht — Нора
- 1930 — Золотой век / L'Âge d'or — женщина
- 1933 — Джимми и Салли[англ.] / Jimmy and Sally — Пола Венски
- 1937 — Великий Гамбини[англ.] / The Great Gambini — Люба
- 1939 — Признания нацистского шпиона[англ.] / Confessions of a Nazi Spy — Эрика Вульф
- 1939 — Возвращение доктора Икс / The Return of Doctor X — Анжела Меррова, актриса
- 1940 — Убийство в воздухе[англ.] / Murder in the Air — Хильда Рикер

В титрах не указана
- 1934 — Весёлая вдова / The Merry Widow — журналистка
- 1935 — Жизнь бенгальского улана / The Lives of a Bengal Lancer — пассажирка поезда
- 1935 — Скандалы Джорджа Уайта 1935 года / George White's 1935 Scandals — француженка
- 1935 — Бродячая леди[англ.] / Vagabond Lady — Пэт
- 1937 — Моя дорогая мисс Олдрич[англ.] / My Dear Miss Aldrich — Королева
- 1938 — Молодой сердцем[англ.] / The Young in Heart — Люсиль